# Ogulnius cubanus
Ogulnius cubanus är en spindelart som beskrevs av Archer 1958. Ogulnius cubanus ingår i släktet Ogulnius och familjen strålspindlar.
Artens utbredningsområde är Kuba. Inga underarter finns listade i Catalogue of Life.